# چرنووکی
چرنووکی (به بلغاری: Chernooki) یک منطقهٔ مسکونی در بلغارستان است که در شهرستان کروموفگراد واقع شده‌است.